# Fatim Bèye
Linguère Fatim Bèye Diouss-Fadiou, connue sous le nom de Fatim Bèye, est une princesse royale sérère du royaume du Sine au XIVe siècle. Elle est l'ancêtre directe de la dynastie matrilinéaire Diouss ayant régné sur le royaume du Waalo du XIVe siècle à 1855. Sine et Waalo correspondent à des territoires situés principalement sur l'actuel Sénégal. Linguère signifie « princesse royale », Bèye (Beye ou Bey) est son nom, Diouss-Fadiou le nom de son clan, et Fatim (Fatime ou Fatimata) signifie en sérère « du clan matriarcal ».
Son importance historique est liée à son rôle charnière entre l'ancienne noblesse de Sénégambie et la dynastie matrilinéaire Diouss de Waalo.

## Biographie
Fatim Bèye était une linguère (princesse royale) sérère considérée comme la matriarche de la dynastie matrilinéaire Diouss du royaume wolof de Waalo,,. Elle était une contemporaine de Ndiadiane Ndiaye, fondatrice de l'empire Djolof, ainsi que de Maad a Sinig Maysa Waali Maane, premier roi Guelwar des Sérères. Selon certaines sources, Fatim Bèye était mariée Maysa Waali Maane, une union qui serait importante dans l'histoire des Sérères puisqu'elle mettrait en évidence le rapprochement des Sérères et des Guelwar. Selon Henry Gravrand, ce rapprochement serait lié à la défaite militaire des Guelwar face aux Ñaancos en 1335 à Troubang, qui les poussent à migrer en territoire Sérère. Même si Gravrand confond probablement avec une bataille ultérieure, il demeure possible que la migration des Guelwar résulte d'une guerre ou d'un conflit de succession. De ce fait, la noblesse sérère dont Fatim Bèye fait partie accueille des réfugiés Guelwar. 

## Dynastie matrilinéaire Diouss
La dynastie matrilinéaire Diouss provient via Fatim Bèye du royaume de Sine et s'implante dans le royaume wolof de Waalo via sa petite fille Linguère Ndoye Demba,. Cette dernière se marie en effet au roi de Waalo Brak Caaka Mbaar Mbooj vers 1367, fondant la dynastie qui règne jusqu'en 1855, date de la colonisation française qui mit fin à la monarchie. Caaka Mbar est lui issu de la dynastie patriarcale Mbooj fondée par son père. Le mariage de Ndoye Demba avec l'un des premiers rois Mbooj permet à la dynastie matrilinéaire Diouss de perdurer plus de 600 ans, produisant nombre de rois de Waalo, malgré les conflits avec d'autres dynasties,. Brak Yerim Mbanyik est le premier roi issu de ce mariage. Ainsi Fatim Bèye reste une ancêtre directe à l'origine de lignée maternelle Diouss, voire est parfois perçue comme la fondatrice de la dynastie,.